# Pedaliodiscus
Pedaliodiscus é um género botânico pertencente à família Pedaliaceae.

## Espécie
- Pedaliodiscus macrocarpus

## Nome e referências
Pedaliodiscus Ihlenf.